# Carapa littoralis
Espèce
Carapa littoralis Kenfack est une espèce de plantes de la famille des Meliaceae et du genre Carapa, endémique du Cameroun.

## Description
Carapa littoralis est un arbre d’environ 20 à 35 mètres, se développant au bord des côtes – d'où son épithète spécifique littoralis – à une altitude comprise entre 0 et 530 mètres

## Distribution
Assez rare, endémique, l'espèce a été observée au Cameroun sur trois sites dans la Région du Sud-Ouest.